# دييغو كولمبيك
دييغو أندريس كولمبيك (بالإسبانية: Diego Andrés Golombek) (مواليد 22 نوفمبر 1964) هو أحيائي أرجنتيني ومحاور وكاتب أدبيات علمية. وهو حالياً أستاذ في جامعة كوليمس الوطنية وباحث في المجلس الوطني للبحث العلمي والتقني في الأرجنتين. كما ألف العديد من الكتب عن علم الأحياء والمواضيع المرتبطة به، على الرغم من إنه معروف أساساً بسبب ظهوره على الراديو والتلفزيون.

## حياته
تخرج دييغو كولمبيك من جامعة بوينس آيرس عام 1988 مع درجة امتياز. بعد أربع سنوات حصل على الدكتوراه في علم الأحياء من نفس الجامعة. على الرغم من مسيرته في علم الأحياء، إلا إنه بدأ في سنوات شبابه بكتابة القصص القصيرة والشعر. كما إنه حصل على عدة جوائز أدبية في الأرجنتين وتشيلي وفنزويلا.

## حياته العملية
دييغو كولمبيك هو باحث ذو خبرة في علم البيولوجيا الزمني. في عام 2007 تلقى جائزة إيغ نوبل لاكتشافه إن الهامستر يتعافى من اضطراب الرحلات الجوية الطويلة بسرعة أكثر تحت تأثير الفياجرا. هو معروف بهدفه لجعل الأحياء مفهومة للعامة. وهو يصر على إن العلم مصدر أساسي لزيادة النشاط الاجتماعي الاقتصادي في البلدان المتخلفة مثل الأرجنتين.
شارك دييعو في البرنامج التلفزيوني «العلماء يُصنَعون في الأرجنتين» (Científicos Industria Argentina) الذي يقدمه عالم الرياضيات «أدريان باينثا» ويبثه «تلفزيون الأرجنتين العام». دييغو كولمبيك قدم أيضاً البرنامج الخاص به على نفس القناة، والذي إسمه «دكتور ج» (Doctor G)، وهو برنامج تلفزيوني موجه للأطفال، والذي يعمل فيه جنباً إلى جنب مع مساعديه، ليفسر العلم وراء المهام اليومية، مثل ماهي الإجراءات الكيميائية التي تشارك في المطبخ والشواء أو كيف يعمل عود الثقاب. فضلاً عن ذلك، فهو رئيس تحرير مجموعة تسمى "Ciencia que ladra...".